# Depășirea Limitelor
Depășirea Limitelor: Baza Științifică a Documentarului Planeta Noastră este un film documentar lansat în 2021 regizat de Jon Clay, și prezentat de David Attenborough și Johan Rockström.

## Rezumat
Depășirea Limitelor spune povestea despre modul în care oamenii împing Pământul dincolo de limitele care au menținut planeta stabilă timp de 10.000 de ani, în urma călătoriei științifice a lui Rockström și a echipei sale de descoperire a celor nouă limite planetare.

## Producție
Filmul a fost lansat pe Netflix pe 4 iunie 2021. Odată cu lansarea filmului, a fost publicată o carte cu același nume, cu o prefață de la Greta Thunberg. Filmul a fost regizat de Jon Clay și produs executiv de Alastair Fothergill, Colin Butfield, Kate Garwood, Keith Scholey și Jochen Zeitz. Muzica originală a fost compusă de Hannah Cartwright și Ross Tones.
Attenborough anterior a mai apărut în alte două filme documentar produse original de Netflix, Planeta Noastră și David Attenborough: O Viață pe Planeta Noastră.

## Recepție
"Depășirea Limitelor” poate avea informații interesante – chiar critice – de transmis despre viitorul speciei noastre și soarta planetei. Dar forma este atât de nebună încât mesajul aproape că se pierde în confuzie. 
Recenziile despre Depășirea limitelor au fost în general mixte. Pe site-ul web al agregatorului de recenzii Rotten Tomatoes, 50% din recenziile celor zece critici sunt pozitive, cu un rating mediu de 6,20/10.
Kevin Maher a dat documentarului cinci stele. Calum Marsh de la New York Times a criticat utilizarea vizualizărilor în filme, în special a oamenilor CGI, ca fiind „amuzant” de fapt. Elle Hunt a remarcat că filmul este neobișnuit în comparație cu majoritatea documentarelor lui Attenborough, deoarece se concentrează pe declinul planetar. Nick Allen de la RogerEbert.com a acordat filmului două stele din cinci.